# Huangsha (köping i Kina, Hunan, lat 25,15, long 112,72)
Huangsha (kinesiska: 黄沙, 黄沙镇) är en köping i Kina. Den ligger i provinsen Hunan, i den södra delen av landet, omkring 340 kilometer söder om provinshuvudstaden Changsha. Antalet invånare är 34164. Befolkningen består av 16 204 kvinnor och 17 960 män. Barn under 15 år utgör 26,0 %, vuxna 15-64 år 66 %, och äldre över 65 år 6,0 %.
Genomsnittlig årsnederbörd är 1 932 millimeter. Den regnigaste månaden är maj, med i genomsnitt 308 mm nederbörd, och den torraste är oktober, med 38 mm nederbörd.